# Wild Child (The Black Keys)
Wild Child is een nummer van het Amerikaanse alternatieve rockduo The Black Keys uit 2022. Het is de eerste single van hun elfde studioalbum Dropout Boogie.
"Wild Child" gaat over een jongen die verliefd is op een meisje waarvan hij weet dat hij haar niet kan krijgen. Toch blijft hij van haar dromen. Het nummer was al jarenlang een idee van The Black Keys, maar het wilde vaak niet lukken om het tekstueel in orde te maken. Uiteindelijk kwam de tekst tot stand met hulp van Greg Cartwright, frontman van de band Reigning Sound. De plaat flopte in Amerika, maar bereikte wel de 46e positie in de Canadese downloadlijst. In Nederland bereikte het nummer de 19e positie in de Tipparade, waarmee The Black Keys voor het eerst in bijna 10 jaar weer eens lukt.